# 沂水镇
沂水镇是中国山东省临沂市沂水县下辖的一个镇。

## 行政区划
沂水镇下辖阳东街居委会、阳西街居委会、茶庵街居委会、回民街居委会、新村居委会、东关街居委会、南关街居委会、北关街居委会、城里街居委会、前小河居委会、后小河居委会、东皋居委会、长虹居委会、南庄居委会、湖埠西居委会、牛岭埠居委会、前埠东居委会、后埠东居委会、徐家洼村、柏家坪村、李家洼村、小梨行村、西朱家庄村、七里堡子村、姚家官庄村、燕家庄村、大滑石沟村、长安庄村、大梨行村、三山官庄村、小滑石沟村、阎家庄村、全美官庄村、前晏家铺村、后晏家铺村、石山官庄村、冯家庄村、黄泥崖村、马山官庄村、毛家窑村、下宅村、东院村、田庄村、前贺庄村、后贺庄村、前石良村、东石良村、石良店子村、许家石良村、侯家石良村、鼓山前村、小东山村、向阳村、双龙村、房家庄村、高家岭村、罗家庄村、景家庄村、东朱家庄村、长家沟村、前龙家庄村、后龙家庄村、唐家庄子村、武家洼村、薛家庄村、跋山店子村、东古城村、西古城村、古城前村、圈庄村、泥峪子村、太平官庄村、稳坐官庄村、高山子村、友兰官庄村、南场村、南张庄村、井峪村、朝阳官庄村、后善疃村、东山村、大伴城村、解家官庄村、小伴城村、河奎村、荷叶官庄村、顾家崖村、前庞家庄村、后庞家庄村、大沟峪村、金牛官庄村、孔家庄村、北张庄村、前善疃村、松峰村、刘官庄村、前古城村。